# Stålborste

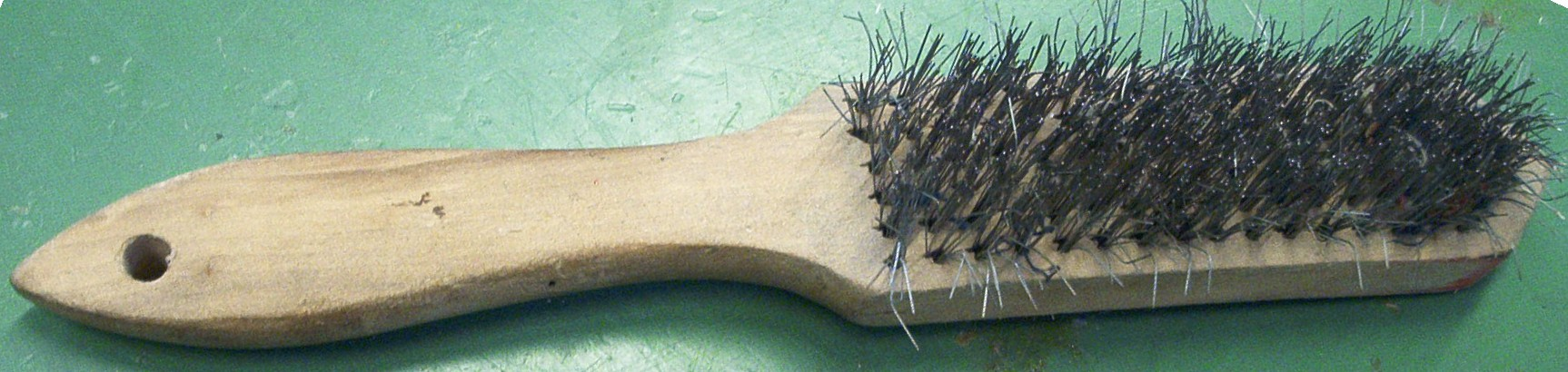
Handmodell

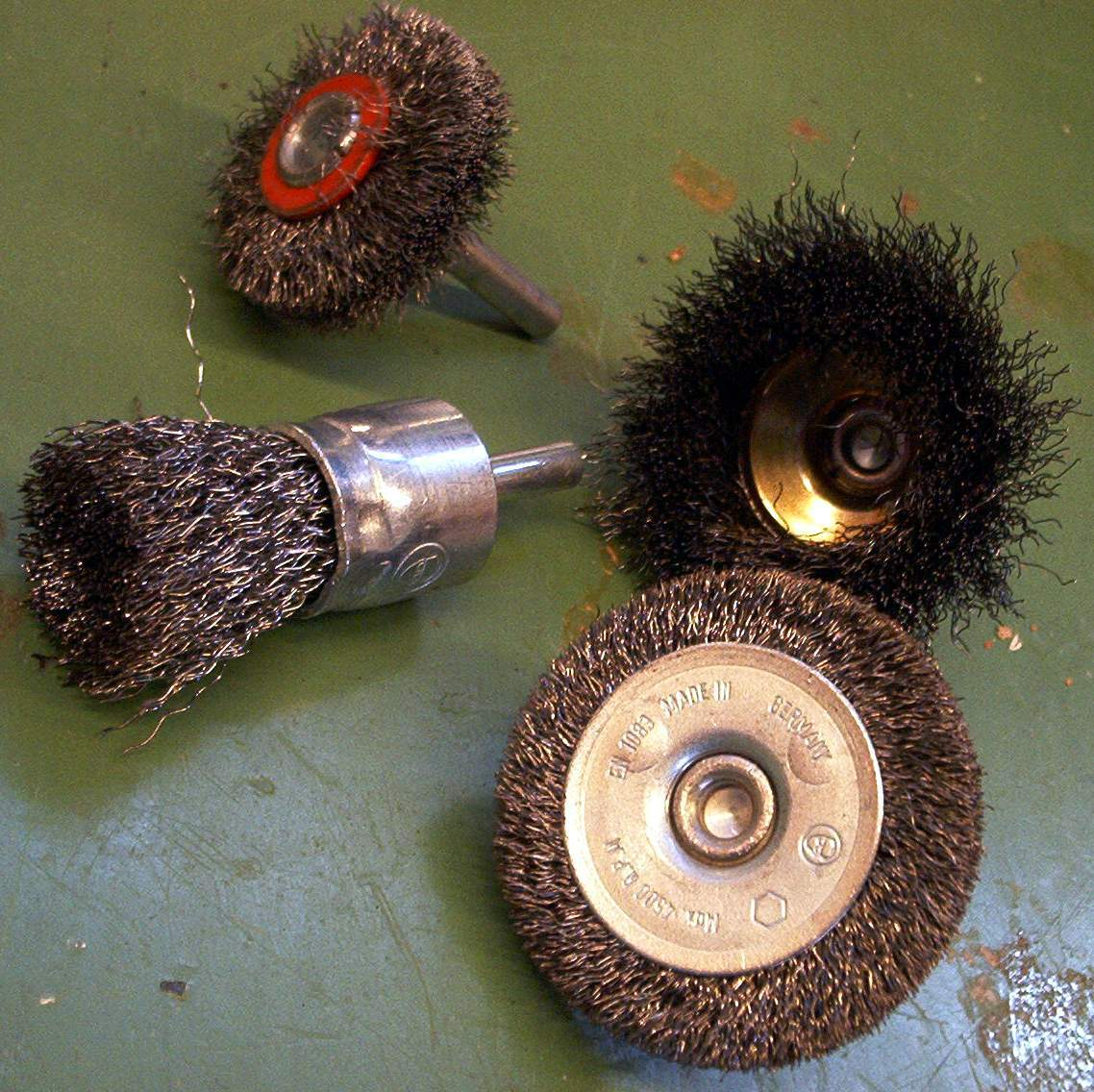
Roterande stålborstar

En stålborste är en borste med borststrån av stål. Stålborstar används till bland annat till putsning av metall och viss del även slipning. Det kan antingen vara en roterande borste som monteras i borrmaskinen eller en vanlig borste som man använder för hand.